# Redenção do Gurguéia
Redenção do Gurguéia este un oraș în Piauí (PI), Brazilia.